# Serie A1 2004-2005 (hockey su pista)
La Serie A1 2004-2005 è stata l'82ª edizione (la 56ª a girone unico) del massimo campionato italiano di hockey su pista maschile. Al campionato presero parte 14 squadre. Al termine dei playoff lo scudetto fu conquistato per la prima volta nella sua storia dal Follonica che sconfisse in finale l'Hockey Bassano.

## Formula
Per la stagione 2004-2005 il campionato si svolse tra 14 squadre che si affrontarono in un girone unico, con partite di andata e ritorno. Al termine della stagione regolare le squadre classificate dal 1º posto all'8º posto disputarono i playoff. Le squadre classificate dall'11º al 12º disputarono i playout salvezza sfidando formazioni di A2 mentre le squadre classificate dal 13º e 14º posto retrocedettero direttamente in serie A2.

## Squadre partecipanti
| - Follonica (Consorzio Etruria) - Bassano 54 (SIA Infoplus) - Breganze (Faizané) - Forte dei Marmi (Beck's) - Amatori Lodi – Neopromossa (N) - Novara - Prato Primavera (Ecoambiente) | - Salernitana (XCOM) – Neopromossa (N) - Roller Novara - Rotellistica 93 Novara - Roller Salerno - CGC Viareggio - Marzotto Valdagno - Seregno (Axa) |

## Stagione regolare

### Classifica finale
|  | P  | Squadra                | Pt | G  | V  | N | P  | GF  | GS  | DR  | Verdetto    |  |
|  | -- | ---------------------- | -- | -- | -- | - | -- | --- | --- | --- | ----------- |  |
|  | 1  | Follonica              | 73 | 26 | 24 | 1 | 1  | 217 | 65  | 152 | ai play-off |  |
|  | 2  | Bassano 54             | 68 | 26 | 22 | 2 | 2  | 145 | 54  | 91  | ai play-off |  |
|  | 3  | Prato Primavera        | 60 | 26 | 19 | 3 | 4  | 100 | 70  | 30  | ai play-off |  |
|  | 4  | Roller Novara          | 38 | 26 | 11 | 5 | 10 | 87  | 103 | -16 | ai play-off |  |
|  | 5  | CGC Viareggio          | 34 | 26 | 10 | 4 | 12 | 79  | 96  | -17 | ai play-off |  |
|  | 6  | Novara                 | 33 | 26 | 9  | 6 | 11 | 97  | 106 | -9  | ai play-off |  |
|  | 7  | Marzotto Valdagno      | 32 | 26 | 9  | 5 | 12 | 78  | 92  | -14 | ai play-off |  |
|  | 8  | Salernitana            | 31 | 26 | 8  | 7 | 11 | 75  | 98  | -23 | ai play-off |  |
|  | 9  | Rotellistica 93 Novara | 30 | 26 | 8  | 6 | 12 | 74  | 108 | -34 |             |  |
|  | 10 | Seregno                | 27 | 26 | 8  | 3 | 15 | 69  | 97  | -28 |             |  |
|  | 11 | Roller Salerno         | 26 | 26 | 8  | 2 | 16 | 65  | 89  | -24 | ai Play-out |  |
|  | 12 | Amatori Lodi           | 25 | 26 | 6  | 7 | 13 | 67  | 96  | -29 | ai Play-out |  |
|  | 13 | Breganze               | 25 | 26 | 7  | 4 | 15 | 69  | 100 | -31 | in Serie A2 |  |
|  | 14 | Forte dei Marmi        | 15 | 26 | 4  | 3 | 19 | 57  | 105 | -48 | in Serie A2 |  |

Legenda:

      Partecipanti ai Play out
      Retrocesse direttamente in serie A2

## Play-off scudetto
Le prime 8 classificate nella stagione regolare disputarono i play-off scudetto. 

### Squadre partecipanti
| - Follonica - Bassano 54 - Prato Primavera - Roller Novara - CGC Viareggio - Novara - Marzotto Valdagno (Turno preliminare) - Salernitana (Turno preliminare) | - Modena (Serie A2 - Turno preliminare) - Amatori Reggio Emilia (Serie A2 - Turno preliminare) |

### Turno preliminare
Modena -  Salernitana 2 - 4

 Salernitana -  Modena 2 - 2
 Amatori Reggio Emilia -  Marzotto Valdagno
4 - 2

 Marzotto Valdagno -  Amatori Reggio Emilia
7 - 6

### Tabellone
|  | Quarti di finale | Quarti di finale      | Quarti di finale | Quarti di finale | Quarti di finale |               |                 | Semifinali | Semifinali | Semifinali | Semifinali | Semifinali |  |  | Finale | Finale    | Finale | Finale | Finale | Finale | Finale |
|  |                  |                       |                  |                  |                  |               |                 |            |            |            |            |            |  |  |        |           |        |        |        |        |        |
|  | 1                | Follonica             | 7                | 9                |                  |               |                 |            |            |            |            |            |  |  |        |           |        |        |        |        |        |
|  | 8                | Salernitana           | 5                | 3                |                  |               |                 |            |            |            |            |            |  |  |        |           |        |        |        |        |        |
|  | 8                | Salernitana           | 5                | 3                |                  | 1             | Follonica       | 7          | 3          |            |            |            |  |  |        |           |        |        |        |        |        |
|  |                  |                       |                  |                  |                  | 1             | Follonica       | 7          | 3          |            |            |            |  |  |        |           |        |        |        |        |        |
|  |                  | 5                     | CGC Viareggio    | 1                | 1                |               |                 |            |            |            |            |            |  |  |        |           |        |        |        |        |        |
|  | 4                | 5                     | CGC Viareggio    | 1                | 1                | Roller Novara | 4               | 3          |            |            |            |            |  |  |        |           |        |        |        |        |        |
|  | 4                |                       |                  |                  |                  | Roller Novara | 4               | 3          |            |            |            |            |  |  |        |           |        |        |        |        |        |
|  | 5                | CGC Viareggio         | 6                | 5                |                  |               |                 |            |            |            |            |            |  |  |        |           |        |        |        |        |        |
|  |                  |                       |                  |                  |                  |               |                 |            |            |            |            |            |  |  | 1      | Follonica | 5      | 3      |        |        |        |
|  |                  |                       | 2                | Bassano 54       | 2                | 2             |                 |            |            |            |            |            |  |  |        |           |        |        |        |        |        |
|  | 3                | Prato Primavera       | 4                | 4                |                  |               |                 |            |            |            |            |            |  |  |        |           |        |        |        |        |        |
|  | 6                | Novara                | 1                | 3                |                  |               |                 |            |            |            |            |            |  |  |        |           |        |        |        |        |        |
|  | 6                | Novara                | 1                | 3                |                  | 3             | Prato Primavera | 2          | 2          | 3          |            |            |  |  |        |           |        |        |        |        |        |
|  |                  |                       |                  |                  |                  | 3             | Prato Primavera | 2          | 2          | 3          |            |            |  |  |        |           |        |        |        |        |        |
|  |                  | 2                     | Bassano 54       | 4                | 1                | 4             |                 |            |            |            |            |            |  |  |        |           |        |        |        |        |        |
|  | 2                | 2                     | Bassano 54       | 4                | 1                | 4             | Bassano 54      | 7          | 6          |            |            |            |  |  |        |           |        |        |        |        |        |
|  | 2                |                       |                  |                  |                  |               | Bassano 54      | 7          | 6          |            |            |            |  |  |        |           |        |        |        |        |        |
|  | 7                | Amatori Reggio Emilia | 0                | 4                |                  |               |                 |            |            |            |            |            |  |  |        |           |        |        |        |        |        |

## Play-out
| Squadra 1      | Totale | Squadra 2 | Gara 1 | Gara 2 | Gara 3 |
| -------------- | ------ | --------- | ------ | ------ | ------ |
| Amatori Lodi   | 2 - 0  | Molfetta  | 5-1    | 5-3    |        |
| Roller Salerno | 1 - 2  | Trissino  | 5-2    | 0-4    | 6-8    |

## Verdetti
- Follonica - Campione d'Italia 2004-2005.
- Forte dei Marmi,  Breganze - retrocesse in Serie A2.

### Libri
- Paolo Virdi, 50 minuti di gloria. Gli anni moderni dell'hockey pista. Volume 2, Lodi, Lodinotizie, 2013, ISBN 978-88-908803-1-5.